# On the 13th Day
On the 13th Day è il diciassettesimo album in studio del gruppo rock britannico Magnum, pubblicato nel 2012.

## Tracce
1. All the Dreamers – 7:09
2. Blood Red Laughter – 4:40
3. Didn't Like You Anyway – 4:33
4. On the 13th Day – 5:36
5. So Let It Rain – 4:50
6. Dance of the Black Tattoo – 5:17
7. Shadow Town – 5:57
8. Putting Things in Place – 4:41
9. Broken Promises – 4:53
10. See How They Fall – 4:57
11. From Within – 4:42

## Formazione
- Tony Clarkin - chitarra
- Bob Catley - voce
- Al Barrow - basso
- Mark Stanway - tastiere
- Harry James - batteria